# Pueblo Esther

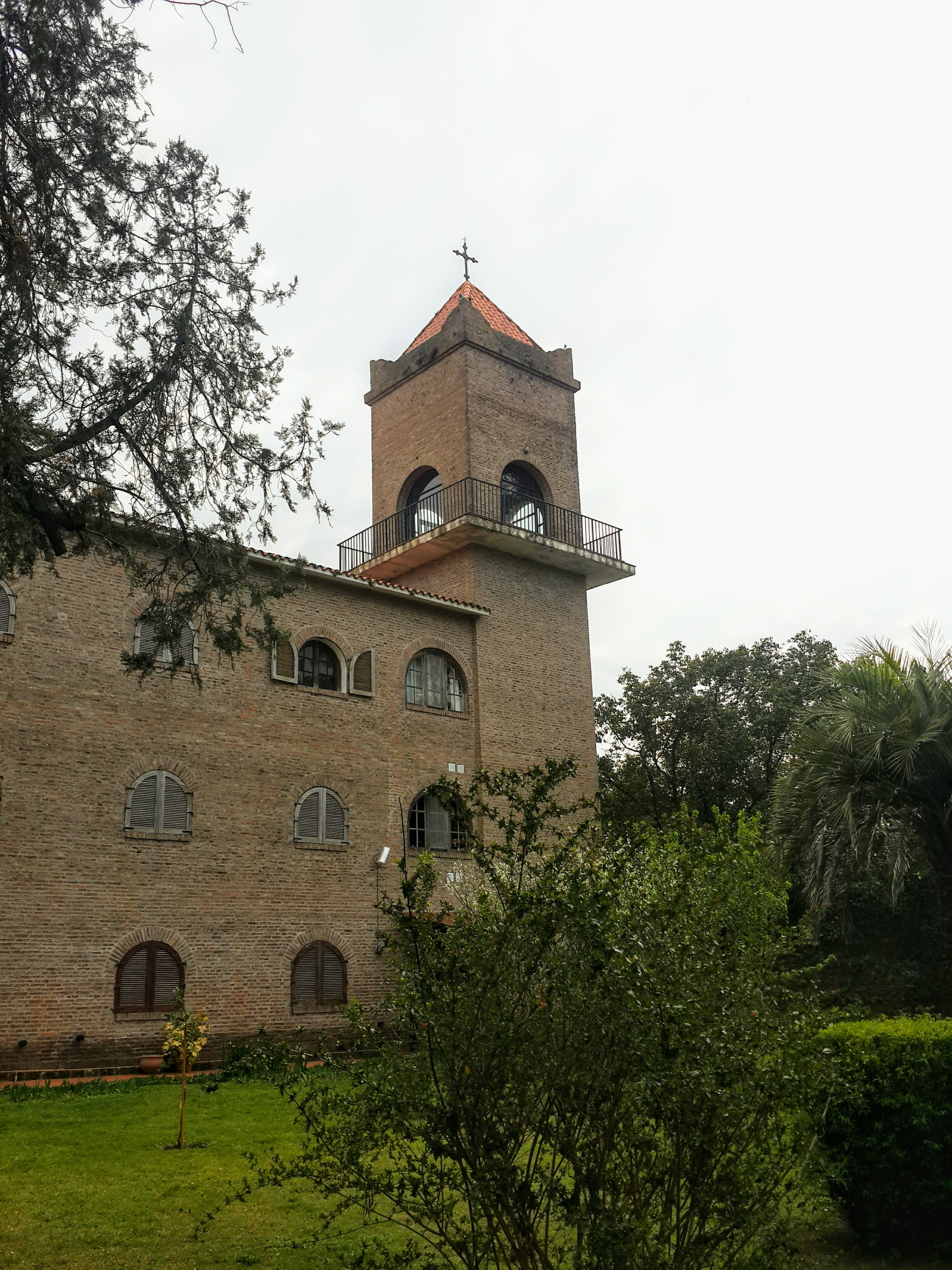
Pueblo Esther.

Pueblo Esther é uma comuna da Argentina localizada no departamento de Rosario, província de Santa Fé.